# Oggetti non stellari nella costellazione del Pittore
Principali oggetti non stellari visibili nella costellazione del Pittore.

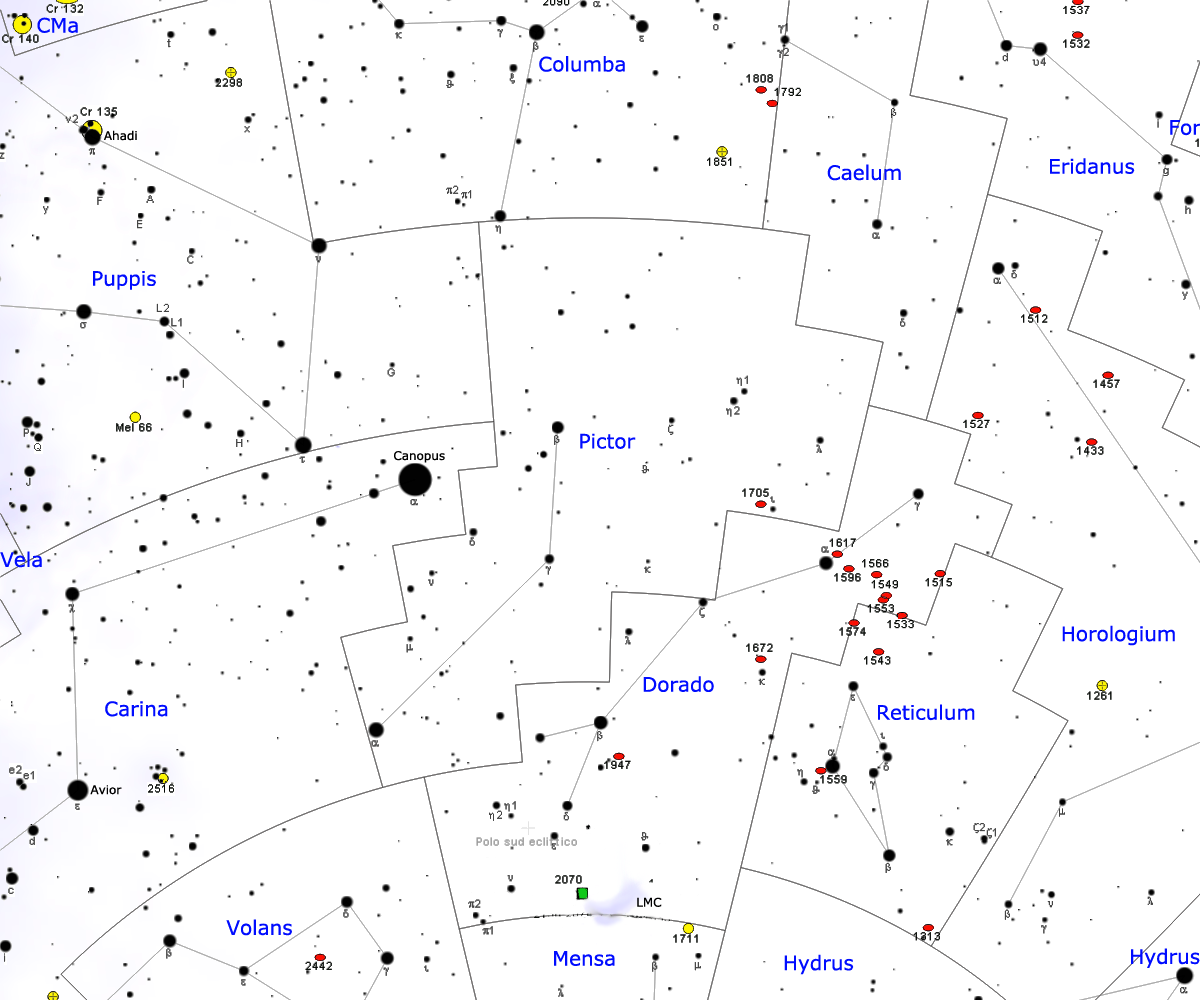
Mappa della costellazione del Pittore.

## Galassie
- ESO 121-6
- NGC 1680
- NGC 1705
- NGC 1803
- NGC 1930
- NGC 1998
- NGC 2007
- NGC 2008
- NGC 2087
- NGC 2101
- NGC 2104
- NGC 2115
- NGC 2148
- NGC 2152
- NGC 2178
- NGC 2191
- NGC 2205
- NGC 2297
- PGC 18437

## Radiogalassie
- Pictor A

## Ammassi di galassie
- SPT-CL J0546-5345

## Gruppi di galassie
- Gruppo del Dorado